# Resident Evil 4
Resident Evil 4 (estilizado como 4 resident evil)— conocido en Japón como Biohazard 4 (estilizado como 4 biohazard) (バイオハザード Baiohazādo Fō?)— es un videojuego de acción-aventura de disparos en tercera persona de terror y supervivencia desarrollado y publicado por Capcom para la GameCube. Los jugadores controlan al agente especial Leon S. Kennedy en una misión para rescatar a la hija del presidente estadounidense, Ashley Graham, que ha sido secuestrada por una secta religiosa en el rural de España. Leon lucha contra hordas de enemigos infectados por un parásito que controla la mente y se reúne con la espía Ada Wong. A diferencia de los ángulos de cámara fijos y la jugabilidad más lenta de los juegos anteriores de Resident Evil, Resident Evil 4 presenta un sistema de cámara dinámico y una jugabilidad orientada a la acción.
El desarrollo de Resident Evil 4 comenzó para PlayStation 2 en 1999. Se descartaron cuatro versiones propuestas; el primero fue dirigido por Hideki Kamiya, pero el creador de la serie, Shinji Mikami, sintió que era una desviación demasiado grande de los juegos anteriores, por lo que se escribió como Devil May Cry (2001). Otras versiones fueron desechadas hasta que Mikami asumió las funciones de dirección para lo que se convirtió en la versión final. El juego fue anunciado como parte de Capcom Five, una colaboración entre Capcom y Nintendo para crear cinco exclusivas para GameCube.
Resident Evil 4 fue aclamado por su historia, jugabilidad, gráficos, actuación de voz y personajes, y es citado como uno de los mejores videojuegos de todos los tiempos, ganando múltiples premios al Juego del Año en 2005. Fue portado a numerosos formatos y se convirtió en un éxito multiplataforma, vendiendo 14,7 millones de unidades en marzo de 2025. Influyó en la evolución de los géneros de survival horror y tercera persona, popularizando la vista en tercera persona "por encima del hombro" utilizada en juegos como Gears of War, Dead Space y The Last of Us. Su sucesor, Resident Evil 5, se lanzó en 2009. Un remake de Resident Evil 4 se lanzó en 2023.

## Argumento

### Sinopsis
1998... Nunca lo olvidaré. Fue ese año cuando tuvieron lugar aquella serie de horribles asesinatos en las montañas Arklay. Al poco tiempo se supo la causa: un experimento vírico llevado a cabo por la Corporación farmacéutica Umbrella. El Virus brotó en una pequeña comunidad en las montañas llamada Raccoon City asestandole un golpe tan fuerte que hizo temblar hasta sus cimientos. Al no tener más alternativas, el Presidente de los Estados Unidos tomó una decisión drástica: esterilizar la ciudad. Más tarde el Gobierno de los Estados Unidos decretó la suspensión de todas las actividades empresariales de Umbrella en el país. Pronto sus acciones cayeron en picado lo que a efectos prácticos, supuso el final de Umbrella. Han pasado seis años desde aquel entonces.
Leon explicando los eventos previos al juego.

2004, otoño del hemisferio norte, seis años han pasado desde que Raccoon City fuera destruida bajo las órdenes del Gobierno de los Estados Unidos a fin de evitar un escenario de Pandemia debido al desastre viral que destruyó a la ciudad y su seria amenaza para el resto del mundo. Como consecuencia del impacto que produjo en la sociedad la destrucción de Raccoon City por culpa de la propagación del Virus-T y una vez se supo de la responsabilidad de la Corporación Umbrella en el incidente, el Gobierno de los Estados Unidos presionó a tal extremo a los principales accionistas de la compañía farmacéutica que finalmente provocó su desplome financiero y su cierre definitivo. Los sobrevivientes de la catástrofe se unieron en un esfuerzo mancomunado a diversas organizaciones dedicadas a combatir el Bioterrorismo que se disparó en el mundo de manera alarmante tras la desaparición de Umbrella. Después de un período de clandestinidad en un lugar subterráneo, Leon S. Kennedy es reclutado por el Servicio Secreto de los Estados Unidos al enterarse de su supervivencia en el incidente de Raccoon City y también por su talento en manejo de armas y habilidades paramilitares. Él, es el elegido a ser enviado a una misión especial para rescatar a Ashley Graham, la hija del presidente, que ha sido secuestrada por una extraña organización. Ella se encuentra en un pueblo rural de España, el protagonista viaja allí donde se topa con un grupo de aldeanos violentos que le juran lealtad a Los Iluminados, la organización que secuestró a Ashley.
Mientras tanto, Leon es capturado por Bitores Méndez, el jefe de los aldeanos, después de ser capturado, le inyectan un parásito conocido como Las Plagas el cual sirve para adherirse al organismo y después controlar las mentes de las personas. Al despertar, se da cuenta de que está atado de espalda junto con Luis Sera, un ex investigador del caso. Los dos trabajan juntos para escapar, pero rápidamente se separan para buscar información sobre Ashley. El protagonista descubre que la hija del presidente se encuentra en una capilla ubicada en el pueblo, y la rescata. Ambos escapan del lugar después de que Osmund Saddler, el líder de Los Iluminados, revelara sus planes de transmitirle el parásito a Ashley, con la finalidad de provocar un boicoteo en el Gobierno de los Estados Unidos y como consecuencia de ello generar un desastre nacional, una vez que ella regrese a su hogar, Leon descubre la forma de escapar del pueblo mediante un teleférico por el cual bajan ambos, Leon entra en un granero donde se enfrenta a Bitores Méndez y consigue su ojo que es la llave de la puerta que da la salida del pueblo, al salir Leon y Ashley son atacados por un gran grupo de aldeanos, los dos tratan de refugiarse en el interior del castillo de Ramón Salazar, un sirviente de Saddler, pero son atacados por más Iluminados, son separados gracias a las trampas de Salazar. Por otro lado, Luis busca algún tipo de medicamento para retrasar la infección de sus compañeros, por suerte encuentra la muestra principal del parásito, que les había robado a Los Iluminados. Él pretende entregarle los dos objetos a Leon, pero es asesinado por Saddler, que le arrebata la muestra de Las Plagas, mientras que las píldoras para detener la infección permanecen en sus manos. Mientras está en el castillo, se encuentra con Ada Wong, una mujer del pasado, lo ayuda en su misión. Por consiguiente, él se enfrenta a Salazar hasta matarlo. Después, se entera de que Ashley ha sido trasladada a un centro de investigación cercano a una isla, y se marcha del lugar para buscarla.
Más tarde, Leon se entera de que uno de sus antiguos compañeros de reclutamiento, Jack Krauser, es responsable del secuestro de Ashley y a consecuencia de esto Osmund Saddler la inoculó con Las Plagas. Tanto él y Ada trabajan juntos para Albert Wesker relacionado con la corporación Umbrella. Krauser tiene la intención de matar a Saddler cuando tenga la oportunidad, este último se entera, y le ordena que mate a Leon con sus propias manos, sabiendo que ambos se beneficiaran. Tras vencerlo, él logra rescatar a Ashley y eliminan Las Plagas de sus cuerpos usando un aparato especializado en radioterapia. El protagonista se enfrenta a Saddler luego de enterarse de que tiene a Ada como rehén. Después de liberarla, León logra matar a Saddler, mientras que ésta aprovecha la situación para tomar la muestra de Las Plagas. Ada se sube en un helicóptero, y le entrega las llaves de un jet ski a Leon para escapar de la isla antes de que ésta estalle. Leon va rápidamente a buscar a Ashley que lo estaba esperando y logran escapar de la Isla en esta moto acuática, toman rumbo al Océano Atlántico para contactar ayuda militar por radio satelital, con retorno a los Estados Unidos

## Reparto de voz
En Resident Evil 4 la mayoría de los personajes que regresaron sufrieron cambios en los actores de voz, siendo el personaje de Ada Wong el único que mantuvo a su actriz original Sally Cahill del Resident Evil 2, para el personaje de Leon se escogió al actor veterano Paul Mercier; Las grabaciones se realizaron en Estados Unidos, para los diálogos en español utilizados en su mayor parte por Los Ganados se realizó en una localización estadounidense con actores hispanohablantes de la ciudad de Los Ángeles, todo esto posteriormente a un viaje del equipo de desarrollo por España.
En la versión en castellano del mod de Resident Evil 4 realizado por EstudioCases, los jugadores pueden elegir un doblaje en castellano para los zombis, el cual es considerado el mayor parche jamás realizado para un juego fuera de un estudio tradicional. Este doblaje es superior a cualquier otro realizado en el ámbito mundial fuera de un estudio (Estudiocases). A nivel internacional, Resident Evil 4 cuenta con dos doblajes completos no oficializados por Capcom: uno realizado por EstudioCases en castellano, y otro por IG Studios en español latinoamericano. El doblaje de IG Studios incluyó la participación de actores de doblaje de cinco países hispanohablantes: Argentina, Chile, España, México, y Venezuela.
| Personaje                                        | Actor de voz en inglés      | Actor de voz en español (Latinoamérica) | Actor de voz en español (EstudioCases)                                                                      |
| **Responsables/actores**                         | **Responsables/actores**    | **Responsables/actores**                | **Responsables/actores**                                                                                    |
| ------------------------------------------------ | --------------------------- | --------------------------------------- | --- |
| Director/responsable de proyecto                 | Shinji Mikami               | Gonzalo Moller                          | Steven Castro Rodríguez                                                                                     |
| Leon S. Kennedy                                  | Paul Mercier                | Leto Dugatkin                           | Antón Guerrero Calvo                                                                                        |
| Ada Wong                                         | Sally Cahill                | Trinidad Valenzuela                     | Llum Rey |
| Ashley Graham                                    | Carolyn Lawrence            | Carolina Cortés                         | María Valero                                                                                                |
| Ingrid Hunnigan                                  | Salli Saffioti              | Karla Carrizo                           | Elena Moles                                                                                                 |
| Luis Sera                                        | Rino Romano                 | Pablo Díez                              | Demetrio Carriedo                                                                                           |
| Osmund Saddler                                   | Michael Gough (voice actor) | José Merino                             | Igor Román                                                                                                  |
| Jack Krauser                                     | Jim Ward                    | Emmanuel Gonzáles                       | Antonio Jesús Vázquez Oñate                                                                                 |
| Ramón Salazar                                    | René Mujica                 | Eric García                             | Santos Santos                                                                                               |
| Albert Wesker                                    | Richard Waugh               | Adrián Wowczuk                          | Cristian Gambín                                                                                             |
| Bitores Mendez                                   | Jesse Corti                 | Luis Pérez Pons                         | Gabriel Ramírez                                                                                             |
| El Buhonero                                      | Paul Mercier                | Luis Miguel Pérez                       | Derrick Álvarez                                                                                             |
| Policía español                                  |                             | Alfonso Soto                            | Javier Gonzalez Yeray Varela                                                                                |
| Mike                                             |                             | Santiago Florentin                      | Lorenzo Beteta                                                                                              |
| **Voces de los infectados (Solo en Castellano)** |                             |                                         | |
|                                                  |                             |                                         | Yeray Varela; Santos Santos; Llum Rey; Charlie Marín; Antonio Jesús Vázquez Oñate; Igor Román; María Valero |

- - La carátula del juego disponible ha sido realizada por Carlos Cremades en la página de Estudiocases https://www.estudiocases.com/  **

## Sistema de juego
El jugador controla a Leon S. Kennedy a través de la vista de tercera persona situada en los hombros del personaje. El protagonista ha sido enviado en una misión para rescatar a la hija del Presidente de los Estados Unidos, Ashley Graham. El juego se centra en la acción y los disparos hacía una gran multitud de enemigos en espacios abiertos. La cámara se enfoca por detrás de Leon; al apuntarse con un arma, la cámara se acerca a un punto de vista sobre los hombros del personaje. A diferencia de los juegos anteriores de la serie, se ha añadido un puntero láser que agrega una mejor profundidad en la puntería del arma, esto le permite al jugador apuntar en varias direcciones y cambiar fácilmente la ubicación de ésta en cualquier momento. Además, las balas afectan a los enemigos en concreto, cuando se les dispara en ciertas partes del cuerpo provoca que estos se caigan o suelten sus armas.
Otro aspecto nuevo de Resident Evil 4 es la inclusión de controles sensibles al contexto. De acuerdo a la situación, el jugador puede interactuar con los objetos de su entorno, como por ejemplo: Bajar rápido de las escaleras, saltar de una ventana o esquivar un ataque. También hay escenas dinámicas, en el que el jugador debe pulsar una serie de botones indicados en la pantalla para ejecutar acciones especiales como: esquivar una roca o defenderse de un enemigo para seguir con vida. Comúnmente aparece en las batallas contra los jefes, donde el jugador debe evitar los ataques o si no morirá instantáneamente.
Los principales enemigos de la entrega son los aldeanos violentos conocidos como Los Ganados. Los Ganados pueden esquivar los disparos, pelear cuerpo a cuerpo y usar armas de proyectiles; así mismo, son capaces de trabajar en equipo y comunicarse entre sí. Anteriormente, fueron simples campesinos que se convirtieron en el producto de una infestación de Las Plagas, tanto Los Ganados como la mayoría de enemigos liberan recompensas al ser derrotados, en forma de dinero, municiones u otros recursos.
El inventario se basa en un sistema cuadriculado, representado por un maletín personal, en el que cada objeto tiene un cierto número de espacios. El maletín puede mejorarse varias veces para incrementar el número de espacios. Las armas, municiones y objetos curativos se guardan en el maletín, mientras que las llaves, tarjetas y otros objetos se mantienen en un menú aparte. Los objetos pueden comprarse y venderse a través de un comerciante que aparece en varias localizaciones, también permite comprar aerosoles de primeros auxilios, nuevas armas y ofrece mejorarlas para incrementar su daño, tiempo de recarga, capacidad de balas o la velocidad de disparo; también autoriza vender los tesoros que encuentre en el transcurso de la historia. Cada arma posee diferentes ventajas y desventajas.
Capcom ha añadido nuevas características para la versión de PlayStation 2, que luego fueron incorporadas en la versión de Microsoft Windows y Wii. Una de ellas es el minijuego Separate Ways que toma como protagonista a Ada Wong, otra sobreviviente del incidente de Raccoon City y explica la conexión entre Resident Evil 4 y Albert Wesker, un antiguo miembro de S.T.A.R.S que está tratando de revivir a Umbrella. Ada's Report es otra modalidad de juego, es un documental que consta de cinco capítulos que analiza la relación entre ella y Wesker. Además, existen otros contenidos desbloqueables, entre ellos, otros dos minijuegos llamados The Mercenaries y Assignment Ada, este último explica como Ada recupera una muestra de Las Plagas. También existe una serie de trajes nuevos para el protagonista y Ashley, armas secretas y un visor de escenas.

## Armamento
- Pistolas: H&K USP, FN Five-seveN, Mauser C96, HS2000, Heckler & Koch VP70, S&W Modelo 3, Colt Single Action Army, Colt M1911, S&W Modelo 500

- Escopetas: Remington 870, M1014, Striker 12, Mossberg 500

- Rifle francotirador: Springfield M1903, Heckler & Koch SL8, Heckler & Koch G36

- Subfusil: TMP, Subfusil Thompson

- Lanzacohetes: Lanzagranadas Mk 19, RPG-7, P.R.L. 412

- Cuchillo: Cuchillo de supervivencia

- Granadas: Granada de mano, Granada incendiaria, Granada aturdidora

- Arco: Arco recurvo, Ballesta

## Desarrollo

### Versiones canceladas
A principios de 1999, Resident Evil 4 se encontraba en un largo tiempo de desarrollo, del cual nacieron cuatro versiones canceladas. La edición inicial estuvo principalmente para PlayStation 2; ésta fue dirigida por Hideki Kamiya después de que el productor de la serie de Resident Evil, Shinji Mikami, le pidiera que creara una nueva historia para la franquicia. Luego de algunos cambios para la primera versión, el escritor de algunos títulos de la serie, Noboru Sugimura, creó un escenario para el primer proyecto, el cual se basó en la idea de Kamiya, de crear un juego de acción-aventura «genial» y «elegante». En primer plano, la trama se basaba en descubrir el misterio que envuelve a Tony, un hombre invencible con habilidades especiales y una inteligencia superior a la de la gente normal, sus habilidades sobrehumanas existían gracias a un experimento biotecnológico. Kamiya sintió que el personaje controlable no era lo suficientemente valiente y heroico en las batallas de ángulo fijo, así que decidió retirar la perspectiva de las anteriores entregas y en su lugar añadió un sistema de cámara dinámica. Esta nueva característica hizo que el equipo de desarrollo viajara a Europa, donde pasaron once días en el Reino Unido y España fotografiando estatuas góticas, ladrillos y pavimentos de piedra que servirían como inspiración para el ambiente. Los desarrolladores intentaban crear una nueva temática en el mundo de Resident Evil, Mikami tuvo el presentimiento que esta nueva entrega separaba demasiado las raíces de la serie, y poco a poco, convenció a todos los miembros del personal para hacer de ese primer proyecto un juego independiente que usara la misma trama. Kamiya finalmente volvió a escribir la historia, la cual se desarrollaría en un mundo lleno de demonios, cambiando el nombre del héroe a Dante. La lista de personajes siempre estuvo idéntica a la idea de Sugimura. En noviembre de 2000, se reveló el título del juego, bajo el nombre de Devil May Cry, posteriormente el desarrollo de Resident Evil 4 comenzó en a finales de 2001.
En noviembre de 2002, se anunció oficialmente el juego como uno de los cinco títulos desarrollados en exclusiva para Nintendo GameCube por Capcom Production Studio 4. Esta revisión, se le conoce comúnmente como «versión confusa», y su desarrollo estuvo a cargo de Hiroshi Shibata, la versión se encontró a un 40% para terminar, pero al llegar a esa cifra fue cancelada. Tomaba a Leon S. Kennedy como protagonista, quien debía infiltrarse en un cuartel general de Umbrella ubicado en el continente europeo, dicha versión contaba con los monstruos tradicionales de la franquicia, como los zombis; y explica que el personaje principal estaba infectado con el virus progenitor, lo cual le otorga un gran poder en su mano izquierda. Sugimura escribió la historia, mientras que la creación de los escenarios quedó a cargo de Flagship. El productor de la versión final señaló que Ashley no existía desde aquel entonces, aunque había una chica que acompañaría a Leon en el transcurso de la historia, su nombre nunca jamás se reveló al público.
Después de todas esas versiones rechazadas, el equipo de trabajo había decidido comenzar de nuevo el desarrollo. En el E3 de 2003, se presentó una nueva revisión que luego sería cancelada, bajo el nombre de «versión del hombre garfio». Luego de un tiempo, se tituló oficialmente como Maboroshi no Biohazard 4 (幻の「バイオハザード4」?). Durante la introducción de Mikami en la demostración, aseguró que el desarrollo estaba procediendo muy bien y afirmó que el próximo título daría mucho miedo a comparación de las otras entregas, advirtiéndole a los jugadores que no se orinaran en sus pantalones al jugarlo. La historia toma lugar en un edificio embrujado, donde Leon contrajo una extraña enfermedad y debe sobrevivir a una especie de enemigos paranormales, tales como armaduras medievales, muñecas con vida propia, y un hombre fantasmal armado con un gran garfio. Tuvo una nueva sensación, y ésta contiene elementos terroríficos como los flashbacks y las alucinaciones que fueron marcados por un tono azulado en los escenarios y una constante vibración en la cámara. Esta versión dio origen al sistema de juego del proyecto final, incluyendo mejoras a la hora de apuntar. Algunas característica se eliminaron, como la elección para hablar con los enemigos. Algunos fanáticos de Resident Evil le han llamado a esta entrega como Resident Evil 3.5.

### Versión final
Después de eso, el equipo de trabajo decidió cambiar el género para reinventar la serie. Mikami tomó el cargo de director que tenía Shibata y posteriormente comenzó a trabajar en la versión que actualmente existe. En una entrevista, él mencionó que el desarrollo de Resident Evil 4 se encontraba en una gran presión por parte de Capcom, incluso la serie iba a ser cancelada si su cuarto título no vendía las copias suficientes para respaldar el presupuesto. De acuerdo con el productor, Hiroyuki Kobayashi, el equipo de desarrollo se sentía deprimido y desmotivado después de que las anteriores versiones fueran canceladas. Mikami explicó que el sistema de cámaras ha sido revisado y mejorado por parte del equipo de trabajo; además, estos tenían grandes expectativas al tratar de hacer grandes cambios en la serie. Finalmente, él intervino para escribir una nueva historia que a diferencia de las anteriores entregas la corporación Umbrella no era la antagonista. Seguido de eso, explicó que se había inspirado en Onimusha 3. Asimismo, decidió colocar la cámara detrás del personaje controlable. En el intento de crear un nuevo sistema de juego, el director del título diseñó un nuevo tipo de enemigos llamados Los Ganados, los cuales sustituyeron a los zombis.
Contó con la participación de actores estadounidenses los cuales prestaron su voz para los personajes de la entrega, el equipo de desarrollo dio a conocer que las grabaciones tuvieron una duración de tres a cuatro meses divididas en cuatro sesiones. Capcom contrató a Shinsaku Ohara como traductor del título. En una entrevista con IGN, Carolyn Lawrence, interpretó la voz de Ashley Graham y describió su personaje como «vulnerable», ya que todo el tiempo es rescatada por Leon.
El 31 de octubre de 2004, se anunció oficialmente Resident Evil 4 junto con Resident Evil: Dead Aim y Resident Evil Outbreak, estos dos últimos son algunos títulos de la franquicia que no siguen con la trama lineal de la serie (aunque son canónicos), en esa fecha se aseguró el lanzamiento de la versión para PlayStation 2 en 2005. Dicha edición incluye nuevas características, sobre todo un nuevo "minijuego" protagonizado por Ada Wong. El 1 de febrero de 2006, Ubisoft anunció el desarrollo de una versión para Microsoft Windows. El 4 de abril de 2007, una versión para Wii había sido anunciada, la cual se estrenó a finales de ese mismo año. Cuenta con todos los extras de la versión de PS2, junto con otras adiciones. Esta última incluye una demostración de Resident Evil: The Umbrella Chronicles.

### Banda sonora
La banda sonora original se publicó bajo el nombre de Biohazard 4 Original Soundtrack, fue lanzada el 22 de diciembre de 2005 en Japón y lleva el número de catálogo CPCA-10126~7. Su precio no supera los 2 500 yenes. Contiene 62 temas y un libro ilustrado del juego de 48 páginas e incluye las notas y agradecimientos de los compositores Shusaku Uchiyama y Senbongi Misao..
| Resident Evil 4: Darkness Side (Disco 1) |                             |          |  |
| N.º                                      | Título                      | Duración |  |
| 1.                                       | «End of Umbrella»           | 1:13     |  |
| 2.                                       | «The Drive ~ First Contact» | 2:11     |  |
| 3.                                       | «Ganado I»                  | 2:06     |  |
| 4.                                       | «A Strange Pasture»         | 2:03     |  |
| 5.                                       | «A Ruined Village»          | 3:55     |  |
| 6.                                       | «Ganado II»                 | 1:27     |  |
| 7.                                       | «Serenity»                  | 1:21     |  |
| 8.                                       | «Ganado III»                | 2:32     |  |
| 9.                                       | «Del Lago»                  | 1:19     |  |
| 10.                                      | «Noche»                     | 2:00     |  |
| 11.                                      | «El Gigante»                | 1:37     |  |
| 12.                                      | «Echo in the Night»         | 2:30     |  |
| 13.                                      | «Bitores Mendez»            | 2:31     |  |
| 14.                                      | «Hard Road to the Castle»   | 1:20     |  |
| 15.                                      | «Game Over»                 | 0:10     |  |
| 16.                                      | «Catapult»                  | 2:37     |  |
| 17.                                      | «Garrador»                  | 2:09     |  |
| 18.                                      | «Ganado IV»                 | 2:30     |  |
| 19.                                      | «Cold Sweat»                | 1:53     |  |
| 20.                                      | «Target Practice»           | 2:21     |  |
| 21.                                      | «Novistadors»               | 1:58     |  |
| 22.                                      | «Central Hall»              | 3:52     |  |
| 23.                                      | «Agony»                     | 1:54     |  |
| 24.                                      | «Evil Malaise»              | 3:22     |  |
| 25.                                      | «Death From Above»          | 0:53     |  |
| 26.                                      | «Crazy Cultist Drivers»     | 0:49     |  |
| 27.                                      | «Bad Vibes»                 | 1:15     |  |
| 28.                                      | «Verdugo»                   | 1:31     |  |
| 29.                                      | «Robo-Salazar»              | 0:44     |  |
| 30.                                      | «Tower of Death»            | 1:43     |  |
| 31.                                      | «Salazar»                   | 2:39     |  |
| 32.                                      | «Save Theme»                | 1:55     |  |

| Resident Evil 4: Aggressive Side (Disco 2) |                                  |          |  |
| N.º                                        | Título                           | Duración |  |
| 1.                                         | «Infiltration»                   | 2:54     |  |
| 2.                                         | «Ganado V»                       | 2:55     |  |
| 3.                                         | «Regenerador»                    | 1:01     |  |
| 4.                                         | «U-3»                            | 1:19     |  |
| 5.                                         | «Path to Closure»                | 3:26     |  |
| 6.                                         | «Krauser»                        | 2:15     |  |
| 7.                                         | «Back-Up»                        | 2:04     |  |
| 8.                                         | «Final Battle»                   | 2:54     |  |
| 9.                                         | «The Escape»                     | 2:37     |  |
| 10.                                        | «Horizon»                        | 0:53     |  |
| 11.                                        | «Sorrow (Ending Credits)»        | 3:36     |  |
| 12.                                        | «Result»                         | 1:28     |  |
| 13.                                        | «The Mercenaries»                | 2:02     |  |
| 14.                                        | «The Mercenaries~Leon»           | 2:47     |  |
| 15.                                        | «The Mercenaries~Ada»            | 3:55     |  |
| 16.                                        | «The Mercenaries~Krauser»        | 3:12     |  |
| 17.                                        | «The Mercenaries~Hunk»           | 2:46     |  |
| 18.                                        | «The Mercenaries~Wesker»         | 3:34     |  |
| 19.                                        | «Assignment Ada»                 | 3:00     |  |
| 20.                                        | «Assignment Ada End Roll ~tarde» | 1:24     |  |
| 21.                                        | «Assignment Ada End Roll ~noche» | 1:31     |  |
| 22.                                        | «the another order»              | 3:33     |  |
| 23.                                        | «Ganado VI»                      | 2:25     |  |
| 24.                                        | «Interlude»                      | 1:11     |  |
| 25.                                        | «Intention»                      | 4:09     |  |
| 26.                                        | «Shipyard»                       | 2:08     |  |
| 27.                                        | «End and Aim»                    | 2:51     |  |
| 28.                                        | «The Enemy»                      | 3:29     |  |
| 29.                                        | «Time Limit»                     | 3:13     |  |
| 30.                                        | «The Another End»                | 1:53     |  |

## Recepción

### Críticas
Resident Evil 4 recibió críticas positivas; por parte de Metacritic, obtuvo una puntuación global de 96 de 100 para la versión de Nintendo GameCube y PlayStation 2. Además, el sistema de juego, los personajes y la historia en general, recibieron comentarios positivos. Greg Kasavin de GameSpot elogió la voz de los personajes, y añadió que su punto débil son sus pobres líneas de diálogo. Por otro lado, Adam Pavlacka de Yahoo! Games y Kevin VanOrd de GameSpot criticaron positivamente la gran cantidad de contenido desbloqueable que posee el videojuego en todas sus versiones, siendo uno de los títulos más rejugables de la franquicia. Matt Casamassina de IGN dio su opinión sobre la entrega, elogió el diseño gráfico de los personajes y la manera sincronizada en que estos peleaban con los enemigos. Casamassina también felicitó a los actores que prestaron sus voces, especialmente a Paul Mercier, comentando: «Por primera vez, los personajes son increíbles, porque Capcom ha contratado a los actores correctos para abastecer sus voces. Como por el ejemplo la del protagonista que está muy bien producida». Posteriormente, IGN y Nintendo Power reconocieron de igual manera el trabajo artístico y la actuación de las voces para los personajes. Sin embargo, las voces para interpretar a los aldeanos autóctonos y la deslocalización de su habla fueron objeto de crítica por parte de la prensa española. MeriStation argumentó que «la lengua española es lo suficientemente rica para que este tipo de incoherencias sean algo más que nimios detalles». Vandal y 3DJuegos también pusieron de manifiesto lo desligada que estaba esa forma de hablar de cualquier variedad dialectal de España. Además Hobby Consolas remarcó lo criticado y cómico —por su deslocalización— que resultó dicho doblaje, así como también puso de manifiesto que la ambientación española era mejorable.
Jonti Davies de Hyper criticó la versión para Wii, principalmente por los cambios visuales del mismo, pero a su vez opinó que: «no contenía nada exclusivo».
Las calificaciones para la versión de Microsoft Windows no fueron tan altas a comparación con las otras ediciones del juego. Se criticó principalmente por la precisión del mouse y los controles del teclado, catalogados como: «muy frustrantes»; de igual manera, criticaron las escenas catalogándolas de «baja calidad», asimismo, analizaron que era necesario usar un gamepad para apuntar con precisión. A pesar de estos problemas, recibió críticas positivas de parte de IGN y GameSpot, quienes lo elogiaron.
La revista japonesa basada en videojuegos, Famitsu, revisó y calificó con dos críticos la versión para Wii, dándole una puntuación perfecta de 10, aunque el resultado total fue de 38 sobre 40. Los críticos señalaron que la mejora de los controles ofrece algo «fresco y diferente». Un crítico dijo que el título ofrece la sensación de estar más cerca de la acción, así como subir la tensión a la hora de jugar. Varios revisores están de acuerdo que: «al igual de la versión original, ésta edición posee algo divertido y agradable». La revista británica, NGamer, le dio a dicha versión una puntuación de 96%, y a la de GameCube un 97%. Felicitaron al equipo de desarrollo por los efectos visuales, los controles y las nuevas características, comentando que: «es un juego excepcional», sin embargo, cuando analizaron los controles de Wii, dijeron que: «si has jugado la versión de GC, ésta no te sorprenderá». La revista oficial de Nintendo la calificó con un 94%. IGN elogió el trabajo afirmando que: «es la mejor versión que tiene hasta ahora, pero no tuvo el mismo éxito a diferencias de las versiones de GameCube y PS2». GameSpot alabó los controles de la edición de Wii, y comentó que le faltaron algunos detalles que mejorar.
La gran variedad de armas ha sido criticada positivamente por varios sitios en línea sobre videojuegos, tales como GamePro y GameOver. Posteriormente, se reconoció el trabajo de los creadores de Resident Evil 4 en crear innovaciones relacionadas con el uso de armas y el inventario. Thomas Wylde explicó que los jugadores tendrán una gran variedad de armas, para que elijan sus favoritas. Game Informer comentó que, la munición se encuentra fácilmente a comparación de otros títulos de la serie, catalogándola como un juego más orientado a la acción que al survival horror.

### Impacto comercial

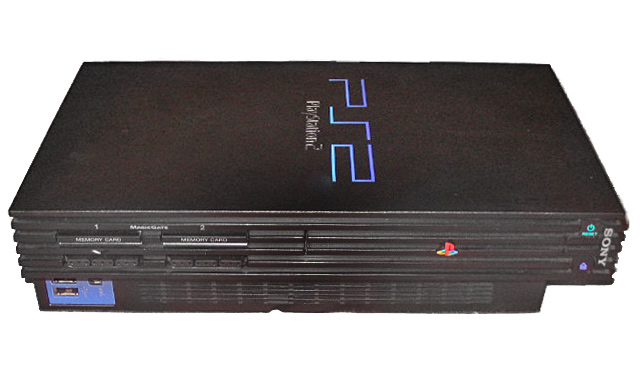
La versión para PlayStation 2 es una de las más vendidas actualmente.

Resident Evil 4 es el único y primer videojuego de la serie que ha logrado comercializar un total de 7,4 millones de copias en todos sus formatos disponibles; obtuvo un gran éxito comercial alrededor del mundo. Solamente en el territorio estadounidense se vendieron un total de 4,31 millones de ejemplares; asimismo, en Europa logró comercializar 1,77 copias; mientras que en Japón, vendió 810 000 unidades. Durante la primera semana de su lanzamiento en el país nipón para la consola de PlayStation 2, se comercializaron 241 500 ejemplares. A pesar de su rápida distribución, en la segunda semana disminuyó su cifra a un 71,5% a la alcanzada inicialmente. En el primer trimestre de 2006, se habían vendido 429 813 copias.
Resident Evil 4 es el videojuego más vendido de la franquicia para la consola PlayStation 2, a pesar de eso, no pudo superar las cifras de ventas de Resident Evil, Resident Evil 2 y Resident Evil 5 que también fueron lanzados para las consolas de Sony; además las ventas totales de estos ascienden a más de 4 millones, mientras que las del título solamente sobrepasan la marca de los 3,7 millones de copias comercializadas. Por otro lado, La versión de Nintendo GameCube vendió más de 320 000 copias en Norteamérica durante los primeros veinte días. En el continente europeo se vendieron más de 200 000 unidades durante su primer mes. En enero de 2006, más de 3 000 000 de copias se habían totalizado entre las versiones de Nintendo GameCube y PlayStation 2 en todo el mundo. Desde enero de 2007, la versión de la consola de Nintendo había vendido un total de 1,6 millones de unidades en todo el mundo, mientras que la versión de PS2 logró vender más de 2 millones de unidades. Resident Evil 4 posee el récord del «videojuego de survival horror más vendido», según la edición Guinness World Records Gamer's Edition de 2012.

### Premios
Resident Evil 4 ha recibido premios y reconocimientos de diferentes sitios web sobre videojuegos. Nintendo Power lo nombró «Juego del Año» en 2005, lo clasificó en la posición número uno en su lista de los «20 mejores juegos de GameCube» en la edición de su aniversario número veinte e igualmente ocupó el segundo lugar en su lista de «Los mejores juegos de la década de 2000». Game Informer calificó las versiones de GameCube y PS2 con una puntuación perfecta, la primera encabezó la lista de «Los mejores juegos de GameCube de todos los tiempos», y lo nombraron «Juego del Año» en 2005. Famitsu lo denominó «Juego del Año» conjuntamente con Kingdom Hearts II en 2005. Spike TV Video Game Awards también le otorgó ese premio. Además, Nintendo Power premió a RE4 con el galardón de «Mejor voz de personajes» en los Power Awards de 2005, mientras que IGN le otorgó la estatuilla por el «Mejor diseño artístico». International Game Developers Association lo nonimó en la categoría de «Mejores gráficas», pero perdió contra Shadow of the Colossus.
Resident Evil 4 es considerado uno de los mejores videojuegos que han existido. En 2005, la revista de GamePro lo clasificó en la primera posición en su lista de «Los mejores videojuegos de todos los tiempos». En 2008, encabezó la lista del «Top 99 Juegos de todos los tiempos» realizada por IGN. Edge lo colocó en el segundo lugar de su lista de los «100 mejores juegos de todos los tiempos», por detrás de The Legend of Zelda: Ocarina of Time. Los lectores de la revista oficial de PlayStation lo eligieron como el décimo mejor título de PlayStation que se ha publicado hasta los momentos. Asimismo, Game Informer lo clasificó en el número uno en su lista de «Los 25 mejores juegos de GameCube», también lo posicionó en el número tres de su lista de «Los 25 mejores juegos de PlayStation 2».
La versión VR de Resident Evil 4 fue nombrado juego VR del año en los Game Awards de 2021.

## Otras versiones
Resident Evil 4 tuvo una versión para PlayStation 2 después de que Capcom declarara su inconformidad con la exclusividad de la consola de Nintendo. Su estreno tuvo lugar el 25 de octubre de 2005 en Norteamérica. Los críticos han afirmado que los gráficos de la versión para la consola de Sony son un poco inferiores a comparación con la versión de Nintendo GameCube; sin embargo, algunos de ellos consideran que las nuevas características de la segunda versión compensan éstas deficiencias. El minijuego Separate Ways es considerado la mayor adición al juego. La versión de PS2 fue incluida junto con Resident Evil Code: Veronica X y Resident Evil Outbreak como parte de una compilación de la compañía, bajo el nombre de Resident Evil: The Essentials.
Una versión para Microsoft Windows fue desarrollada por Sourcenext, lanzada el 1 de febrero de 2007 en Hong Kong y publicada por Typhoon Games. En marzo del mismo año, dicha versión se lanzó en Europa, Norteamérica y Australia, esta vez publicada por Ubisoft. La edición contiene las mismas características adicionales de la versión de PS2, como Separate Ways, el cañón láser y otro conjunto de trajes desbloqueables para Leon y Ashley, así como un nuevo nivel de dificultad. También es compatible con múltiples resoluciones de pantalla. La sombra y los problemas de iluminación se arreglaron en el primer y único parche para, bajo el título de 1.10.
La edición para Wii se lanzó el 31 de mayo de 2007 en Japón y el 19 de junio de 2007 en los Estados Unidos, bajo el título de Resident Evil 4: Wii Edition. Cuenta con nuevos controles que implican el movimiento del mando de Wii conjuntamente con el Nunchuk, también posee la característica de utilizar el mando clásico si se desea reemplazarlo. El control de Wii es capaz de apuntar y disparar en cualquier lugar de la pantalla con una retícula que sustituye a la puntería láser usada en las otras versiones. También se puede lanzar el cuchillo a los enemigos. La edición de Wii incluye el contenido adicional de las versiones de PS2 y Microsoft Windows, y una demostración de Resident Evil: The Umbrella Chronicles.
El 1 de febrero de 2008 en Japón, se lanzó una versión para el teléfono móvil, exclusivamente para la compañía de celulares BREW 4.0 anunciado en el TGS de 2007 por Capcom. Las diferencias con la versión original es la división de la historia en secciones, por ejemplo: «Aldea», «Fortaleza» y «Túnel Subterráneo». También incluye un nivel de dificultad en el minijuego The Mercenaries. Utiliza el motor de MascotCapsule y se adaptó a las plataformas de iOS y Zeebo. El 13 de julio de 2009, sin ningún anunciamiento formal, se había lanzado Resident Evil 4: Mobile Edition por Capcom para la plataforma iOS a través de la App Store en el país nipón, pero fue eliminado rápidamente. A pesar de la rápida exclusión del contenido en la tienda en línea, algunos jugadores lograron comprar y descargar el juego. La versión se lanzó oficialmente en Japón y América del Norte. Más tarde, Capcom realizó una actualización que contenía diferentes niveles de dificultad. Luego, la compañía lanzó una nueva versión, llamada Resident Evil 4 for Beginners, la cual ofrece los dos primeros niveles del modo historia (tres en total, contando el nivel de entrenamiento), y el minijuego The Mercenaries. Sin embargo, el resto de los niveles están disponibles como contenidos descargables en diferentes tiendas por internet. Debido al lanzamiento de iPad, Capcom diseñó una versión de Resident Evil 4: Mobile Edition optimizada para él con gráficos en alta definición, bajo el nombre de Resident Evil 4: iPad Edition.
El 23 de marzo de 2011, se reveló el desarrollo de una versión remasterizada en alta definición de Resident Evil Code: Veronica y Resident Evil 4 para Xbox 360 y PlayStation 3, bajo el título de Resident Evil: Revival Selection. El 23 de julio de 2011, Capcom había anunciado en el Convención Internacional de Cómics de San Diego de ese año que Resident Evil 4 se publicaría el 20 de septiembre de 2011 en PlayStation Network y Xbox Live Games. En Japón, ambos juegos se estrenaron en un solo disco el 8 de septiembre de 2011. En Norteamérica y Europa, fueron lanzados en el formato de descarga digital para Xbox Live y PlayStation Network.
El 29 de octubre de 2015, la Wii Edition se lanzó nuevamente en Europa, esta vez en formato digital a través de la Nintendo eShop para los usuarios de la consola Wii U. 4 meses más tarde, en febrero de 2016, llegó esta versión a América. Esta versión contiene el mismo contenido que su contraparte de Wii, con la excepción que la opción del Control Clásico ha sido reemplazada por el GamePad para así adecuar al juego al hardware de esta consola.
Una reedición del juego en formato físico y digital fue puesto a la venta para PlayStation 4 y Xbox One el 30 de agosto de 2016, con motivo de la celebración del 20° Aniversario de la saga Resident Evil.
En octubre de 2021 Capcom relanzo el juego en una versión de Realidad Virtual para Oculus Quest 2, el la cual, muchos elementos del gameplay como el combate y el inventario fueron rediseñados para su mejor funcionalidad como mecánicas de VR, además fue desollada en Unreal Engine 4, también cuenta con rediseño de texturas y aumento de resolución respecto a la versión original, también varios diálogos dentro del juego fueron "actualizados" para una audiencia "mas moderna"

### Ediciones especiales
La versión de Nintendo GameCube contó con dos ediciones diferentes. El primero estuvo disponible para pre ordenarlo e incluyó el juego, un libro y una camiseta. GameStop ofreció una edición limitada que fue empaquetada en una caja de lata y ésta incluía un libro, un teléfono móvil basado en el protagonista, y un CD con la banda sonora. Australia recibió una edición exclusiva la cual contiene el título y un disco extra con las entrevistas e imágenes de su creador.
La versión de PS2 contó con dos versiones, el paquete normal y una edición coleccionista para ser preordenada. El paquete normal incluye el juego y una camiseta, mientras que el paquete coleccionista incluye el título, una camiseta y una figura del protagonista, dicha edición se agotó rápidamente. Además, otra versión se había lanzado, y ésta incorpora una estatuilla de Ada Wong. Luego, una edición diferente se estrenó bajo el título de Resident Evil 4: Premium Edition, y ésta contiene un libro con imágenes exclusivas del juego, un documental en formato DVD, y un protector de pantalla para teléfonos celulares de Ada.

## Legado
Resident Evil 4 es considerado uno de los juegos más influyentes de la década de 2000, su influencia se debe a la redefinición de dos géneros importantes en la industria de los videojuegos como el survival horror y los disparos en tercera persona; el lanzamiento mejoró la calidad del sistema de juego, debido a la novedad del desplazamiento de la mira en los diferentes ángulos de la cámara. Además, la precisión de la mira se ha convertido en una norma para los juegos de acción, entre ellos: Gears of War, Dead Space, Grand Theft Auto y la serie de Ratchet & Clank.
Resident Evil 4 fue el tercer juego más vendido de su franquicia, solo superado por Resident Evil 5 y Resident evil 6.
Resident Evil 4 también redefinió el survival horror, haciendo énfasis en los reflejos y la precisión de la mira del jugador, por lo tanto el título amplia la acción nunca antes vista en otras entregas de la franquicia. Sin embargo, algunos críticos comentaron que abandonó cualquier rastro del género. Otras series importantes de esta categoría, siguieron el ejemplo de Resident Evil 4. Silent Hill: Homecoming mejoró su sistema de combate para ofrecer más acción, igualmente la versión de 2008 de Alone in the Dark.

## Nueva versión
Es un videojuego japonés de acción-aventura de disparos en tercera persona perteneciente al género de terror y supervivencia, desarrollado por la empresa Capcom, el videojuego es una nueva versión del videojuego de 2005 del mismo nombre, el videojuego fue filtrado en el año 2021, aunque su lanzamiento fue confirmado oficialmente el 6 de junio de 2022 de mano de la propia Capcom, para el 24 de marzo del año 2023.

## Secuela
El 20 de julio del año 2005 se había anunciado oficialmente una secuela por parte de Capcom. Jun Takeuchi, director de Onimusha y productor de Lost Planet: Extreme Condition, se hizo cargo de la producción conjuntamente con Hiroyuki Kobayashi. El productor promocional de Resident Evil 2 y Resident Evil 4, Keiji Inafune, supervisó el proyecto. En febrero de 2007, la compañía contrató a algunos miembros de Clover Studio para trabajar en el desarrollo del título. El estreno de la secuela se retrasó debido a que muchos desarrolladores enfocaron más su trabajo en Resident Evil: The Umbrella Chronicles, que se estrenó para la consola Wii. Por otro lado, varios miembros del equipo de producción de Resident Evil, estuvieron trabajando en el desarrollo del proyecto. Takeuchi anunció que usaría el mismo sistema de juego de Resident Evil 4. La historia de la secuela fue escrita por Haruo Murata y Hirabayashi Yoshiaki, basados en la idea del director, Kenichi Ueda.
El título se estrenó el 5 de marzo de 2009 en Japón y el 13 de marzo de 2009 en Norteamérica y Europa para PlayStation 3 y Xbox 360, posteriormente en septiembre del mismo año, se había diseñado una versión para Microsoft Windows. La historia de Resident Evil 5 gira en torno a Chris Redfield y Sheva Alomar que juntos investigan una amenaza terrorista en Kijuju, un poblado ficticio en África.